# Torneo Transición Regional Federal Amateur 2020-21
El Torneo Transición Regional Federal Amateur 2020-21, también llamado Torneo Regional Federal Amateur Transición 2020-21, fue la tercera edición del certamen, perteneciente a la cuarta categoría del fútbol argentino para los clubes indirectamente afiliados a la AFA. Estuvo organizado de manera contingente, tras la cancelación del Torneo Regional Federal Amateur 2020 a causa de la pandemia de covid-19. Participaron 67 equipos de los 98 inicialmente clasificados a la Segunda ronda.

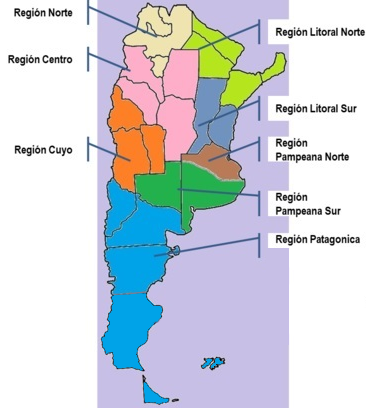
Distribución por regiones.

Comenzó el 8 de enero y finalizó el 28 de febrero. Otorgó cuatro plazas para el Torneo Federal A 2021. Los demás equipos retornaron a su liga de origen.

## Renuncias
Los siguientes clubes confirmaron de manera oficial su renuncia y no recibieron penalización alguna.
| Región                    | Provincia           | Equipo                                         | Ciudad                      |
| ------------------------- | ------------------- | ---------------------------------------------- | --------------------------- |
| Norte                     | Jujuy               | Club Atlético Monterrico San Vicente           | Monterrico                  |
| Norte                     | Jujuy               | Club Sportivo Alberdi                          | Libertador Gral. San Martín |
| Norte                     | Salta               | Club Deportivo Tabacal                         | El Tabacal                  |
| Norte                     | Salta               | Club Social Cultural y Deportivo Michel        | San José de Metán           |
| Centro                    | Santiago del Estero | Club Sportivo Fernández                        | Serrano                     |
| Centro                    | Santiago del Estero | Club Atlético Unión Santiago                   | Pascanas                    |
| Centro                    | Catamarca           | Club Social y Cultural San Lorenzo             | Pomán                       |
| Centro                    | La Rioja            | Club Social y Deportivo San Martín             | Villa Unión                 |
| Centro                    | Córdoba             | Club Atlético Belgrano                         | Vicuña Mackenna             |
| Centro                    | Córdoba             | Club Atlético y Biblioteca Bell                | Bell Ville                  |
| Litoral Norte             | Chaco               | Club Sportivo Pampa Atlético y Cultural        | Pampa del Infierno          |
| Litoral Norte             | Chaco               | Asociación Civil Cultural y Deportiva Libertad | Charata                     |
| Litoral Norte             | Chaco               | Club Atlético Resistencia Central              | Resistencia                 |
| Litoral Norte             | Chaco               | Club Atlético Villa Alvear                     | Resistencia                 |
| Litoral Norte             | Corrientes          | Club Sportivo Santa Lucía                      | Santa Lucía                 |
| Litoral Norte             | Corrientes          | Club Atlético y Social APINTA                  | Mercedes                    |
| Litoral Norte             | Corrientes          | Club Social Cultural y Deportivo Puente Seco   | Paso de los Libres          |
| Litoral Norte             | Formosa             | Club Sol de América                            | Formosa                     |
| Litoral Norte             | Formosa             | Club Atlético 1.º de Mayo                      | Formosa                     |
| Litoral Norte             | Formosa             | Club Atlético 8 de Diciembre                   | Formosa                     |
| Litoral Sur               | Entre Ríos          | Club Atlético 9 de Julio                       | Colonia Ayuí                |
| Litoral Sur               | Entre Ríos          | Club Atlético Uruguay                          | Concepción del Uruguay      |
| Litoral Sur               | Santa Fe            | Club Atlético Brown                            | San Vicente                 |
| Litoral Sur               | Santa Fe            | Club Atlético San Jorge Mutual y Social        | San Jorge                   |
| Bonaerense Pampeana Norte | Buenos Aires        | Club Atlético El Linqueño                      | Lincoln                     |
| Bonaerense Pampeana Sur   | La Pampa            | Club Atlético Costa Brava                      | General Pico                |
| Bonaerense Pampeana Sur   | La Pampa            | Racing Club                                    | Eduardo Castex              |
| Patagónica                | Neuquén             | Club Deportivo Rincón                          | Rincón de los Sauces        |
| Patagónica                | Chubut              | Club Defensores de la Ribera                   | Rawson                      |
| Patagónica                | Santa Cruz          | Asociación Atlético Boxing Club                | Río Gallegos                |
| Patagónica                | Tierra del Fuego    | Club Atlético Social y Deportivo Camioneros    | Río Grande                  |

## Equipos participantes
Los siguientes clubes confirmaron su participación.
| Región                    | Zona | Equipo                                              | Ciudad                | Provincia           | Estadio                           | Capacidad | Liga de origen             |
| ------------------------- | ---- | --------------------------------------------------- | --------------------- | ------------------- | --------------------------------- | --------- | -------------------------- |
| Norte                     | 1    | Asociación Cultural y Deportiva Altos Hornos Zapla  | Palpalá               | Jujuy               | Emilio Fabrizzi                   | 20 704    | Liga Jujeña                |
| Norte                     | 1    | Club Atlético Cuyaya                                | San Salvador de Jujuy | Jujuy               | La Tablada                        | 4000      | Liga Jujeña                |
| Norte                     | 1    | Club Atlético Talleres                              | Perico                | Jujuy               | Doctor Plinio Zabala              | 6000      | Liga Jujeña                |
| Norte                     | 1    | Club Atlético El Carmen                             | El Carmen             | Jujuy               | Estadio sin nombre                | 800       | Liga de El Carmen          |
| Norte                     | 2    | Club Deportivo La Merced                            | La Merced             | Salta               | Eduardo del Valle                 | 300       | Liga del Valle de Lerma    |
| Norte                     | 2    | Centro Juventud Antoniana                           | Salta                 | Salta               | Fray Honorato Pistoia             | 12 000    | Liga Salteña               |
| Norte                     | 2    | Club de Gimnasia y Tiro                             | Salta                 | Salta               | El Gigante del Norte              | 24 300    | Liga Salteña               |
| Norte                     | 2    | Club Deportivo Villa San Antonio                    | Salta                 | Salta               | Liga Salteña                      | 3500      | Liga Salteña               |
| Norte                     | 3    | Club Social y Deportivo El Galpón                   | El Galpón             | Salta               | Municipal de El Galpón            | 500       | Liga Metanense             |
| Norte                     | 3    | Club Social y Deportivo YPF                         | Joaquín V. González   | Salta               | Profesor Emilio Manuel Zigaran    | 1800      | Liga Anteña                |
| Norte                     | 3    | Club Atlético Concepción                            | Banda del Río Salí    | Tucumán             | Ingeniero José María Paz          | 15 000    | Liga Tucumana              |
| Norte                     | 3    | Club Sportivo Guzmán                                | San Miguel de Tucumán | Tucumán             | Humberto Rizza                    | 8500      | Liga Tucumana              |
| Cuyo                      | 1    | Club Atlético Alianza Futbolística                  | Villa Mercedes        | San Luis            | Miguel Catuogno                   | 4500      | Liga de Villa Mercedes     |
| Cuyo                      | 1    | Club Jorge Newbery                                  | Villa Mercedes        | San Luis            | Osvaldo Centioni                  | 7500      | Liga de Villa Mercedes     |
| Cuyo                      | 1    | Club Defensores Potrero de los Funes                | Potrero de los Funes  | San Luis            | Juan Gilberto Funes               | 150       | Liga Sanluiseña            |
| Cuyo                      | 1    | Club Sportivo Villa de la Quebrada                  | Villa de la Quebrada  | San Luis            | Juan Gilberto Funes               | 300       | Liga Sanluiseña            |
| Cuyo                      | 2    | Atlético Club San Martín                            | San Martín            | Mendoza             | Libertador General San Martín     | 8782      | Liga Mendocina             |
| Cuyo                      | 2    | Fundación Amigos por el Deporte                     | Mendoza               | Mendoza             | Predio FADEP                      | 150       | Liga Mendocina             |
| Cuyo                      | 2    | Club Unión Social y Deportiva Bowen                 | Bowen                 | Mendoza             | Estadio sin nombre                | 3000      | Liga Alvearense            |
| Cuyo                      | 2    | Sport Club Quiroga                                  | San Rafael            | Mendoza             | Ovidio Bernues                    | 5500      | Liga Sanrafaelina          |
| Cuyo                      | 3    | Club Atlético de la Juventud Alianza                | Santa Lucía           | San Juan            | Centenario                        | 9000      | Liga Sanjuanina            |
| Cuyo                      | 3    | Club Atlético Trinidad                              | Rawson                | San Juan            | Ing. Domingo Alberto Martín       | 15000     | Liga Sanjuanina            |
| Cuyo                      | 3    | Club Atlético Peñaflor                              | Villa Don Bosco       | San Juan            | Augusto Pulenta                   | 4000      | Liga Caucetera             |
| Cuyo                      | 3    | Club Defensores de Boca                             | Los Berros            | San Juan            | Estadio sin nombre                | 120       | Liga Sarmientina           |
| Centro                    | 1    | Club Atlético Vélez Sarsfield                       | San Ramón             | Santiago del Estero | Juan Carlos Paz                   | 1500      | Liga Santiagueña           |
| Centro                    | 1    | Club Atlético San Lorenzo de Alem                   | Catamarca             | Catamarca           | Bicentenario Ciudad de Catamarca  | 25 000    | Liga Catamarqueña          |
| Centro                    | 1    | Club Atlético San Martín                            | El Bañado             | Catamarca           | Primo A. Prevedello               | 6000      | Liga Chacarera             |
| Centro                    | 1    | Andino Sport Club                                   | La Rioja              | La Rioja            | Amador Carrizo                    | 6000      | Liga Riojana               |
| Centro                    | 1    | Club Atlético Américo Tesorieri                     | La Rioja              | La Rioja            | Carlos Augusto Mercado Luna       | 30 000    | Liga Riojana               |
| Centro                    | 2    | Club Atlético Argentino Peñarol                     | Córdoba               | Córdoba             | El Trampero                       | 4000      | Liga Cordobesa             |
| Centro                    | 2    | Club Atlético Racing                                | Córdoba               | Córdoba             | Miguel Sancho                     | 18 000    | Liga Cordobesa             |
| Centro                    | 2    | Club Atlético General Paz Juniors                   | Córdoba               | Córdoba             | Carlos ''Lalo'' Lacasia           | 11 000    | Liga Cordobesa             |
| Centro                    | 2    | Club Sportivo Colonia Tirolesa                      | Colonia Tirolesa      | Córdoba             | Estadio sin nombre                | 300       | Liga Regional Colón        |
| Centro                    | 2    | Club Deportivo y Cultural Unión                     | Oncativo              | Córdoba             | De la Villa                       | 1055      | Liga Independiente         |
| Litoral Norte             | 1    | Club Social y Deportivo Victoria                    | Curuzú Cuatiá         | Corrientes          | Estadio sin nombre                | 1000      | Liga General Belgrano      |
| Litoral Norte             | 1    | Club Atlético Posadas                               | Posadas               | Misiones            | Pablo Pedro Labat                 | 1500      | Liga Posadeña              |
| Litoral Norte             | 1    | Club Deportivo Guaraní Antonio Franco               | Posadas               | Misiones            | Clemente A. Fernández de Oliveira | 8000      | Liga Posadeña              |
| Litoral Norte             | 2    | Club Social y Deportivo Fontana                     | Fontana               | Chaco               | Estadio sin nombre                | 2000      | Liga Chaqueña              |
| Litoral Norte             | 2    | Club Atlético Falucho                               | San Martín            | Chaco               | Estadio sin nombre                | 150       | Liga del Norte Chaqueño    |
| Litoral Norte             | 2    | Ferroviario Corrientes Fútbol Club                  | Corrientes            | Corrientes          | Juan Carlos Vallejos              | 2500      | Liga Correntina            |
| Litoral Sur               | 1    | Club Atlético 9 de Julio                            | Rafaela               | Santa Fe            | Germán Solterman                  | 7000      | Liga Rafaelina             |
| Litoral Sur               | 1    | Club Sportivo Ben Hur                               | Rafaela               | Santa Fe            | Néstor Zenklusen                  | 10 000    | Liga Rafaelina             |
| Litoral Sur               | 1    | Agrupación Deportiva Infantil Unión Rosario         | Rosario               | Santa Fe            | Viaducto de Avellaneda            | 300       | Asociación Rosarina        |
| Litoral Sur               | 1    | Club Atlético Carcarañá                             | Carcarañá             | Santa Fe            | Estadio sin nombre                | 1500      | Liga Cañadense             |
| Litoral Sur               | 2    | Club Atlético Libertad                              | Concordia             | Entre Ríos          | Parque Mitre                      | 6500      | Liga Concordiense          |
| Litoral Sur               | 2    | Club Social y Deportivo Las Malvinas                | Federal               | Entre Ríos          | Oscar "Oso" Cis                   | 150       | Liga Federalense           |
| Litoral Sur               | 2    | Club Atlético Paraná                                | Paraná                | Entre Ríos          | Pedro Mutio                       | 6000      | Liga Paranaense            |
| Litoral Sur               | 2    | Club Sportivo Urquiza                               | Paraná                | Entre Ríos          | Oscar "Cachimba" Vera             | 1000      | Liga Paranaense            |
| Bonaerense Pampeana Norte | 1    | Club de Regatas San Nicolás                         | San Nicolás           | Buenos Aires        | Estadio sin nombre                | 500       | Liga Nicoleña              |
| Bonaerense Pampeana Norte | 1    | Club Defensores Salto                               | Salto                 | Buenos Aires        | Carlos Testa                      | 4000      | Liga de Salto              |
| Bonaerense Pampeana Norte | 1    | Club Atlético Juventud                              | Pergamino             | Buenos Aires        | Carlos Raúl Grondona              | 5000      | Liga de Pergamino          |
| Bonaerense Pampeana Norte | 2    | Centro Vecinal Unidos de Olmos                      | Lisandro Olmos        | Buenos Aires        | Oscar Moleiro                     | 350       | Liga Amateur Platense      |
| Bonaerense Pampeana Norte | 2    | Club Atlético Defensores de Glew                    | Glew                  | Buenos Aires        | Glorioso de Parque Roma           | 300       | Liga Chascomunense         |
| Bonaerense Pampeana Norte | 2    | Centro de Formación Roma                            | Rincón de Milberg     | Buenos Aires        | El Coliseo                        | 150       | Liga Escobarense           |
| Bonaerense Pampeana Norte | 2    | Club Atlético Independiente                         | Chivilcoy             | Buenos Aires        | Raúl Orlando Lungarzo             | 4000      | Liga Chivilcoyana          |
| Bonaerense Pampeana Sur   | 1    | Club Ciudad de Bolívar                              | Bolívar               | Buenos Aires        | Municipal Eva Perón               | 4000      | Liga Pehuajense            |
| Bonaerense Pampeana Sur   | 1    | Racing Athletic Club                                | Olavarría             | Buenos Aires        | José Domingo Buglione Martinese   | 6000      | Liga de Olavarría          |
| Bonaerense Pampeana Sur   | 1    | Club Atlético Liniers                               | Bahía Blanca          | Buenos Aires        | Alejandro Pérez                   | 6500      | Liga del Sur               |
| Bonaerense Pampeana Sur   | 1    | Club Bella Vista                                    | Bahía Blanca          | Buenos Aires        | Ignacio Nicolás                   | 4000      | Liga del Sur               |
| Patagónica                | 1    | Club Social y Deportivo Alianza                     | Cutral Có             | Neuquén             | El Coloso del Ruca Quimey         | 16 500    | Liga del Neuquén           |
| Patagónica                | 1    | Club Atlético Independiente                         | Neuquén               | Neuquén             | La Chacra                         | 3500      | Liga del Neuquén           |
| Patagónica                | 1    | Asociación Civil Cultural y Deportiva Puerto Moreno | Bariloche             | Río Negro           | Walter Montero                    | 150       | Liga de Bariloche          |
| Patagónica                | 1    | Club Deportivo Cruz del Sur                         | Bariloche             | Río Negro           | José Antonio Jalil                | 4500      | Liga de Bariloche          |
| Patagónica                | 1    | Asociación Deportiva La Amistad                     | Cipolletti            | Río Negro           | Estadio sin nombre                | 1300      | Liga Deportiva Confluencia |
| Patagónica                | 2    | Club Atlético Huracán                               | Comodoro Rivadavia    | Chubut              | Municipal de Comodoro Rivadavia   | 8000      | Liga de Comodoro Rivadavia |
| Patagónica                | 2    | Comisión de Actividades Infantiles                  | Comodoro Rivadavia    | Chubut              | Municipal de Comodoro Rivadavia   | 8000      | Liga de Comodoro Rivadavia |
| Patagónica                | 2    | Club Atlético Jorge Newbery                         | Comodoro Rivadavia    | Chubut              | Municipal de Comodoro Rivadavia   | 8000      | Liga de Comodoro Rivadavia |

| 1. 2. 3. 4. 5. 6. 7. 8. 9. 10. 11. 12. 13. 14. 15. 16. |

### Distribución geográfica
| Provincia           | Cant. | Equipos |
| ------------------- | ----- | --- |
| Buenos Aires        | 11    | Bella Vista (BB), CF Roma, Ciudad de Bolívar, Defensores de Glew, Defensores de Salto, Independiente (Ch), Juventud (P), Liniers (BB), Racing (O), Regatas San Nicolás y Unidos de Olmos. |
| Salta               | 6     | Deportivo El Galpón, Deportivo La Merced, Deportivo YPF, Gimnasia y Tiro (S), Juventud Antoniana y Villa San Antonio.                                                                     |
| Córdoba             | 5     | Argentino Peñarol, General Paz Juniors, Racing (C), Sportivo Tirolesa y Unión (O). |
| Entre Ríos          | 4     | Atlético Paraná, Las Malvinas (F), Libertad (C) y Sportivo Urquiza. |
| Jujuy               | 4     | Altos Hornos Zapla, Atlético El Carmen, Cuyaya, y Talleres (P). |
| Mendoza             | 4     | FADEP, San Martín, SC Quiroga y USD Bowen. |
| San Juan            | 4     | Atlético Trinidad, Defensores de Boca, Juventud Alianza y Peñaflor. |
| San Luis            | 4     | Alianza Futbolística, Defensores de Potrero de los Funes, Jorge Newbery (VM) y Sp. Villa de la Quebrada.                                                                                  |
| Santa Fe            | 4     | 9 de Julio (R), ADIUR, Atlético Carcarañá y Ben Hur. |
| Chubut              | 3     | CAI, Huracán (CR) y Jorge Newbery (CR). |
| Río Negro           | 3     | Cruz del Sur (B), La Amistad y Puerto Moreno. |
| Catamarca           | 2     | San Lorenzo de Alem y San Martín (EB). |
| Chaco               | 2     | Atlético Falucho y Deportivo Fontana. |
| Corrientes          | 2     | Ferroviario (C) y Victoria (CC). |
| La Rioja            | 2     | Américo Tesorieri y Andino SC |
| Misiones            | 2     | Atlético Posadas y Guaraní Antonio Franco. |
| Neuquén             | 2     | Alianza de Cutral Có e Independiente (N). |
| Tucumán             | 2     | Atlético Concepción y Sportivo Guzmán. |
| Santiago del Estero | 1     | Vélez Sarsfield (SR). |
| Total               | 67    | |

## Sistema de disputa

### Etapa clasificatoria
Constó, según la cantidad de equipos de cada región, de una, dos o tres rondas. La primera se jugó por el sistema de todos contra todos, en una o dos vueltas, según el caso. De haber igualdad de puntos en la primera posición, se dirimió por desempate olímpico. Las otras dos rondas se disputaron por eliminación directa, a un solo partido, que se definió por tiros desde el punto penal en caso de empate.

#### Región Norte
- Primera ronda

Estuvo integrada por tres zonas de cuatro equipos cada una. Se disputó en dos ruedas. Clasificaron a la Segunda ronda los ubicados en el primer puesto de cada zona y el mejor segundo.
- Segunda ronda

Estuvo integrada por los cuatro equipos provenientes de la Primera ronda. Los dos ganadores clasificaron a la Tercera ronda.
- Tercera ronda

Estuvo integrada por los dos equipos ganadores de la Segunda ronda. El ganador clasificó a la Etapa final.

#### Región Cuyo
- Primera ronda

Estuvo integrada por tres zonas de cuatro equipos cada una. Se disputó en dos ruedas. Clasificaron a la Segunda ronda los tres ubicados en el primer puesto de cada zona y el mejor segundo.
- Segunda ronda

Estuvo integrada por los cuatro equipos provenientes de la Primera ronda. Los dos ganadores clasificaron a la Tercera ronda.
- Tercera ronda

Estuvo integrada por los dos equipos clasificados en la Segunda ronda. El ganador clasificó a la Etapa final.

#### Región Centro
- Primera ronda

Estuvo integrada por dos zonas de cinco equipos cada una. Se disputó a una sola rueda. Clasificaron a la Segunda ronda los dos primeros.
- Segunda ronda

La disputaron los dos clasificados en la Primera ronda. El ganador clasificó a la Etapa final.

#### Región Litoral Norte
- Primera ronda

Estuvo integrada por dos zonas de tres equipos cada una. Se disputó en dos ruedas. Clasificaron a la Segunda ronda los dos primeros.
- Segunda ronda

La disputaron los dos clasificados en la Primera ronda. El ganador clasificó a la Etapa final.

#### Región Litoral Sur
- Primera ronda

Estuvo integrada por dos zonas de cuatro equipos. Se disputó a dos ruedas. Clasificaron a la Segunda ronda los dos primeros.
- Segunda ronda

La disputaron los dos clasificados en la Primera ronda. El ganador clasificó a la Etapa final.

#### Región Bonaerense Pampeana Norte
- Primera ronda

Estuvo integrada por una zona de tres equipos y otra de cuatro. Se disputó en dos ruedas. Clasificaron a la Segunda ronda los ubicados en el primer puesto de cada zona.
- Segunda ronda

La disputaron los dos clasificados en la Primera ronda. El ganador clasificó a la Etapa final.

#### Región Bonaerense Pampeana Sur
- Primera ronda

Estuvo integrada por cuatro equipos, que disputaron dos ruedas. Clasificó a la Etapa final el que ocupó el primer puesto.

#### Región Patagónica
- Primera ronda

Estuvo integrada por una zona de cinco equipos y otra de tres. La de cinco equipos se jugó a una rueda y la de tres, a dos. Clasificaron a la Segunda ronda los dos primeros.
- Segunda ronda

La disputaron los dos clasificados en la Primera ronda. El ganador clasificó a la Etapa final.

### Etapa final
Los clasificados de cada una de las regiones disputaron cuatro finales, según enfrentamientos preestablecidos. Los ganadores ascendieron al Torneo Federal A.

## Etapa clasificatoria

### Región Norte

#### Primera ronda
Se conformaron tres zonas de cuatro equipos cada una. Clasificaron a la Segunda ronda los ubicados en el primer puesto de cada zona y el mejor segundo.

##### Zona 1

###### Tabla de posiciones final
| Pos. | Equipo             | Pts. | PJ | PG | PE | PP | GF | GC | Dif. |
| ---- | ------------------ | ---- | -- | -- | -- | -- | -- | -- | ---- |
| 01.º | Altos Hornos Zapla | 12   | 6  | 3  | 3  | 0  | 12 | 6  | 6    |
| 02.º | Talleres (Perico)  | 10   | 6  | 3  | 1  | 2  | 12 | 7  | 5    |
| 03.º | Cuyaya             | 5    | 6  | 1  | 2  | 3  | 10 | 17 | −7   |
| 04.º | Atlético El Carmen | 4    | 6  | 0  | 4  | 2  | 8  | 12 | −4   |

|  | Clasificado a la segunda ronda. |

###### Resultados
| Talleres (P)       | 2 - 3 | Cuyaya             | Doctor Plinio Zabala | 10 de enero | 17:10 |
| Altos Hornos Zapla | 1 - 1 | Atlético El Carmen | Emilio Fabrizzi      | 10 de enero | 17:30 |

| Cuyaya             | 1 - 3 | Altos Hornos Zapla | La Tablada         | 16 de enero | 17:10 |
| Atlético El Carmen | 0 - 2 | Talleres (P)       | Atlético El Carmen | 16 de enero | 17:10 |

| Talleres (P)       | 1 - 1 | Altos Hornos Zapla | Doctor Plinio Zabala | 20 de enero | 17:10 |
| Atlético El Carmen | 1 - 1 | Cuyaya             | Atlético El Carmen   | 20 de enero | 17:10 |

| Cuyaya             | 1 - 4 | Talleres (P)       | La Tablada         | 24 de enero | 17:10 |
| Atlético El Carmen | 2 - 2 | Altos Hornos Zapla | Atlético El Carmen | 24 de enero | 17:10 |

| Altos Hornos Zapla | 4 - 1 | Cuyaya             | Emilio Fabrizzi      | 31 de enero | 17:10 |
| Talleres (P)       | 3 - 1 | Atlético El Carmen | Doctor Plinio Zabala | 31 de enero | 17:10 |

| Altos Hornos Zapla | 1 - 0 | Talleres (P)       | Emilio Fabrizzi | 7 de febrero | 17:10 |
| Cuyaya             | 3 - 3 | Atlético El Carmen | La Tablada      | 7 de febrero | 17:10 |

##### Zona 2

###### Tabla de posiciones final
| Pos. | Equipo                  | Pts. | PJ | PG | PE | PP | GF | GC | Dif. |
| ---- | ----------------------- | ---- | -- | -- | -- | -- | -- | -- | ---- |
| 01.º | Gimnasia y Tiro (Salta) | 10   | 6  | 3  | 1  | 2  | 9  | 10 | −1   |
| 02.º | Juventud Antoniana      | 8    | 6  | 2  | 2  | 2  | 9  | 6  | 3    |
| 03.º | Deportivo La Merced     | 7    | 6  | 1  | 4  | 1  | 6  | 5  | 1    |
| 04.º | Villa San Antonio       | 6    | 6  | 1  | 3  | 2  | 9  | 12 | −3   |

|  | Clasificado a la segunda ronda. |

###### Resultados
| Deportivo La Merced | 0 - 0 | Villa San Antonio  | Padre Ernesto Martearena | 8 de enero  | 17:10 |
| Gimnasia y Tiro (S) | 2 - 1 | Juventud Antoniana | Gigante del Norte        | 10 de enero | 17:00 |

| Juventud Antoniana | 0 - 0 | Deportivo La Merced | Fray Honorato Pistoia | 16 de enero | 17:10 |
| Villa San Antonio  | 3 - 4 | Gimnasia y Tiro (S) | Liga Salteña          | 16 de enero | 17:10 |

| Villa San Antonio   | 2 - 1 | Juventud Antoniana  | Liga Salteña      | 20 de enero | 17:10 |
| Gimnasia y Tiro (S) | 1 - 3 | Deportivo La Merced | Gigante del Norte | 20 de enero | 17:30 |

| Juventud Antoniana | 2 - 0 | Gimnasia y Tiro (S) | Fray Honorato Pistoia | 24 de enero | 17:10 |
| Villa San Antonio  | 2 - 2 | Deportivo La Merced | Liga Salteña          | 24 de enero | 17:10 |

| Deportivo La Merced | 1 - 1 | Juventud Antoniana | Padre Ernesto Martearena | 31 de enero | 17:10 |
| Gimnasia y Tiro (S) | 1 - 1 | Villa San Antonio  | Gigante del Norte        | 31 de enero | 17:15 |

| Deportivo La Merced | 0 - 1 | Gimnasia y Tiro (S) | Atlético Chicoana     | 7 de febrero | 17:10 |
| Juventud Antoniana  | 4 - 1 | Villa San Antonio   | Fray Honorato Pistoia | 7 de febrero | 17:10 |

##### Zona 3

###### Tabla de posiciones final
| Pos. | Equipo              | Pts. | PJ | PG | PE | PP | GF | GC | Dif. |
| ---- | ------------------- | ---- | -- | -- | -- | -- | -- | -- | ---- |
| 01.º | Atlético Concepción | 10   | 6  | 3  | 1  | 2  | 11 | 5  | 6    |
| 02.º | Deportivo El Galpón | 10   | 6  | 3  | 1  | 2  | 10 | 9  | 1    |
| 03.º | Sportivo Guzmán     | 8    | 6  | 2  | 2  | 2  | 7  | 8  | −1   |
| 04.º | Deportivo YPF       | 4    | 6  | 0  | 4  | 2  | 6  | 12 | −6   |

|  | Clasificado a la segunda ronda. |

###### Resultados
| Atlético Concepción | 3 - 0 | Sportivo Guzmán     | Ingeniero José María Paz       | 10 de enero | 17:10 |
| Deportivo YPF       | 1 - 1 | Deportivo El Galpón | Profesor Emilio Manuel Zigaran | 10 de enero | 17:10 |

| Sportivo Guzmán     | 1 - 1 | Deportivo YPF       | Humberto Rizza         | 15 de enero | 17:10 |
| Deportivo El Galpón | 2 - 1 | Atlético Concepción | Municipal de El Galpón | 16 de enero | 20:00 |

| Atlético Concepción | 1 - 1 | Deportivo YPF   | Ingeniero José María Paz | 20 de enero | 17:10 |
| Deportivo El Galpón | 1 - 3 | Sportivo Guzmán | Municipal de El Galpón   | 20 de enero | 20:00 |

| Deportivo El Galpón | 4 - 1 | Deportivo YPF       | Municipal de El Galpón | 24 de enero | 18:00 |
| Sportivo Guzmán     | 1 - 0 | Atlético Concepción | Humberto Rizza         | 25 de enero | 17:10 |

| Deportivo YPF       | 2 - 2 | Sportivo Guzmán     | Profesor Emilio Manuel Zigaran | 31 de enero | 17:10 |
| Atlético Concepción | 3 - 1 | Deportivo El Galpón | Ingeniero José María Paz       | 31 de enero | 17:10 |

| Deportivo YPF   | 0 - 3 | Atlético Concepción | Profesor Emilio Manuel Zigaran | 7 de febrero | 17:10 |
| Sportivo Guzmán | 0 - 1 | Deportivo El Galpón | Humberto Rizza                 | 7 de febrero | 17:10 |

##### Tabla de segundos
| Pos. | Equipo              | Pts. | PJ | PG | PE | PP | GF | GC | Dif. |
| ---- | ------------------- | ---- | -- | -- | -- | -- | -- | -- | ---- |
| 01.º | Talleres (Perico)   | 10   | 6  | 3  | 1  | 2  | 12 | 7  | 5    |
| 02.º | Deportivo El Galpón | 10   | 6  | 3  | 1  | 2  | 10 | 9  | 1    |
| 03.º | Juventud Antoniana  | 8    | 6  | 2  | 2  | 2  | 9  | 6  | 3    |

|  | Clasificado a la segunda ronda. |

#### Segunda ronda
| 14 de febrero, 17:10                             | Altos Hornos Zapla                                | 1:1 (1:0) (3:1 p.)         | Talleres (P)                                                         | Estadio Emilio Fabrizzi, Palpalá  |                                   |
|                                                  | Juan Pascuttini 16'                               |                            | 88' Carlos López                                                     | Árbitro(s): Santiago de La Fuente | Árbitro(s): Santiago de La Fuente |
|                                                  |                                                   | Tiros desde el punto penal |                                                                      |                                   |                                   |
|                                                  | Nicolás Guzmán · Agustín Martínez · Jesús Guaymas |                            | Maximiliano López · Facundo Galarza · Flavio Romero · Mariano Arroyo |                                   |                                   |
| Altos Hornos Zapla clasificó a la Tercera ronda. |                                                   |                            |                                                                      |                                   |                                   |

| 14 de febrero, 17:30                              | Atlético Concepción | 0:0 (5:6 p.)               | Gimnasia y Tiro (S) | Estadio Ingeniero José María Paz, Banda del Río Salí |  |
|                                                   | |                            | | Árbitro(s): Guido Medina                             |  |
|                                                   | | Tiros desde el punto penal | |                                                      |  |
|                                                   | Juan José Martínez · Nicolás Rivero · Luciano Fregenal · Carlos Cisneros · Lucas Naranjo · Gastón Cuevas · Federico Trujillo |                            | Ivo Chaves · Marcos Quiroga · Juan Carlos Cartello · Ezequiel Barrionuevo · Maximiliano Villa · Nelson Benítez · Emiliano Núñez |                                                      |  |
| Gimnasia y Tiro (S) clasificó a la Tercera ronda. | |                            | |                                                      |  |

#### Tercera ronda
| 21 de febrero, 17:10                            | Altos Hornos Zapla | 0:3 (0:1) | Gimnasia y Tiro (S)                                             | Estadio Emilio Fabrizzi, Palpalá |                          |
|                                                 |                    |           | 17' Ivo Chaves · 67' Lautaro Ceratto · 85' Ezequiel Barrionuevo | Árbitro(s): Nelson Bejas         | Árbitro(s): Nelson Bejas |
| Gimnasia y Tiro (S) clasificó a la Etapa final. |                    |           |                                                                 |                                  |                          |

### Región Cuyo

#### Primera ronda
Se conformaron tres zonas de cuatro equipos. Clasificaron a la Segunda ronda los ubicados en el primer puesto de cada una y el mejor segundo.

##### Zona 1

###### Tabla de posiciones final
| Pos. | Equipo                             | Pts. | PJ | PG | PE | PP | GF | GC | Dif. |
| ---- | ---------------------------------- | ---- | -- | -- | -- | -- | -- | -- | ---- |
| 01.º | Alianza Futbolística               | 10   | 6  | 3  | 1  | 2  | 10 | 7  | 3    |
| 02.º | Defensores de Potrero de los Funes | 10   | 6  | 3  | 1  | 2  | 13 | 13 | 0    |
| 03.º | Jorge Newbery (Villa Mercedes)     | 7    | 6  | 2  | 1  | 3  | 13 | 10 | 3    |
| 04.º | Sp. Villa de la Quebrada           | 7    | 6  | 2  | 1  | 3  | 8  | 14 | −6   |

|  | Clasificado a la segunda ronda. |

###### Resultados
| Defensores de Potrero de los Funes | 2 - 1 | Sp. Villa de la Quebrada | Juan Gilberto Funes | 9 de enero  | 17:10 |
| Alianza Futbolística               | 1 - 0 | Jorge Newbery (VM)       | Miguel Catuogno     | 10 de enero | 18:00 |

| Sp. Villa de la Quebrada | 2 - 1 | Alianza Futbolística               | Juan Gilberto Funes | 16 de enero | 17:30 |
| Jorge Newbery (VM)       | 5 - 2 | Defensores de Potrero de los Funes | Osvaldo Centioni    | 16 de enero | 18:00 |

| Sp. Villa de la Quebrada | 2 - 1 | Jorge Newbery (VM)                 | Juan Gilberto Funes | 20 de enero | 17:30 |
| Alianza Futbolística     | 3 - 1 | Defensores de Potrero de los Funes | Miguel Catuogno     | 20 de enero | 18:00 |

| Sp. Villa de la Quebrada | 1 - 1 | Defensores de Potrero de los Funes | Juan Gilberto Funes | 24 de enero | 17:10 |
| Jorge Newbery (VM)       | 0 - 0 | Alianza Futbolística               | Osvaldo Centioni    | 24 de enero | 18:00 |

| Defensores de Potrero de los Funes | 4 - 2 | Jorge Newbery (VM)       | Juan Gilberto Funes | 31 de enero  | 17:30 |
| Alianza Futbolística               | 4 - 1 | Sp. Villa de la Quebrada | Miguel Catuogno     | 1 de febrero | 18:00 |

| Defensores de Potrero de los Funes | 3 - 1 | Alianza Futbolística     | Juan Gilberto Funes | 7 de febrero | 17:10 |
| Jorge Newbery (VM)                 | 5 - 1 | Sp. Villa de la Quebrada | Osvaldo Centioni    | 7 de febrero | 17:10 |

##### Zona 2

###### Tabla de posiciones final
| Pos. | Equipo               | Pts. | PJ | PG | PE | PP | GF | GC | Dif. |
| ---- | -------------------- | ---- | -- | -- | -- | -- | -- | -- | ---- |
| 01.º | San Martín (Mendoza) | 16   | 6  | 5  | 1  | 0  | 13 | 1  | 12   |
| 02.º | FADEP                | 13   | 6  | 4  | 1  | 1  | 10 | 4  | 6    |
| 03.º | SC Quiroga           | 6    | 6  | 2  | 0  | 4  | 5  | 9  | −4   |
| 04.º | USD Bowen            | 0    | 6  | 0  | 0  | 6  | 1  | 15 | −14  |

|  | Clasificado a la segunda ronda. |

###### Resultados
| USD Bowen      | 0 - 3 | SC Quiroga | USD Bowen                     | 10 de enero | 18:00 |
| San Martín (M) | 1 - 0 | FADEP      | Libertador General San Martín | 10 de enero | 18:00 |

| SC Quiroga | 0 - 1 | San Martín (M) | Ovidio Bernues | 16 de enero | 18:00 |
| FADEP      | 3 - 1 | USD Bowen      | Predio FADEP   | 16 de enero | 18:00 |

| USD Bowen | 0 - 1 | San Martín (M) | USD Bowen    | 20 de enero | 17:10 |
| FADEP     | 1 - 0 | SC Quiroga     | Predio FADEP | 20 de enero | 17:10 |

| SC Quiroga | 1 - 0 | USD Bowen      | Ovidio Bernues | 24 de enero | 18:00 |
| FADEP      | 1 - 1 | San Martín (M) | Predio FADEP   | 24 de enero | 18:00 |

| San Martín (M) | 4 - 0 | SC Quiroga | Libertador General San Martín | 31 de enero | 18:00 |
| USD Bowen      | 0 - 2 | FADEP      | USD Bowen                     | 31 de enero | 18:00 |

| SC Quiroga     | 1 - 3 | FADEP     | Ovidio Bernues                | 7 de febrero | 17:10 |
| San Martín (M) | 5 - 0 | USD Bowen | Libertador General San Martín | 7 de febrero | 18:00 |

##### Zona 3

###### Tabla de posiciones final
| Pos. | Equipo                     | Pts. | PJ | PG | PE | PP | GF | GC | Dif. |
| ---- | -------------------------- | ---- | -- | -- | -- | -- | -- | -- | ---- |
| 01.º | Juventud Alianza           | 18   | 6  | 6  | 0  | 0  | 12 | 4  | 8    |
| 02.º | Defensores de Boca         | 7    | 6  | 2  | 1  | 3  | 8  | 8  | 0    |
| 03.º | Peñaflor (Villa Don Bosco) | 6    | 6  | 1  | 3  | 2  | 11 | 13 | −2   |
| 04.º | Atlético Trinidad          | 2    | 6  | 0  | 2  | 4  | 3  | 9  | −6   |

|  | Clasificado a la segunda ronda. |

###### Resultados
| Atlético Trinidad | 0 - 1 | Juventud Alianza   | Ing. Domingo Alberto Martín | 10 de enero | 17:10 |
| Peñaflor (VDB)    | 3 - 1 | Defensores de Boca | Augusto Pulenta             | 10 de enero | 17:30 |

| Juventud Alianza   | 4 - 1 | Peñaflor (VDB)    | Centenario         | 18 de enero | 17:10 |
| Defensores de Boca | 1 - 0 | Atlético Trinidad | Defensores de Boca | 18 de enero | 17:10 |

| Atlético Trinidad  | 2 - 2 | Peñaflor (VDB)   | Ing. Domingo Alberto Martín | 21 de enero | 17:10 |
| Defensores de Boca | 0 - 1 | Juventud Alianza | Defensores de Boca          | 21 de enero | 17:10 |

| Juventud Alianza   | 1 - 0 | Atlético Trinidad | Centenario         | 24 de enero | 17:10 |
| Defensores de Boca | 2 - 2 | Peñaflor (VDB)    | Defensores de Boca | 24 de enero | 17:10 |

| Peñaflor (VDB)    | 2 - 3 | Juventud Alianza   | Augusto Pulenta             | 31 de enero | 18:00 |
| Atlético Trinidad | 0 - 3 | Defensores de Boca | Ing. Domingo Alberto Martín | 31 de enero | 18:00 |

| Juventud Alianza | 2 - 1 | Defensores de Boca | Centenario      | 7 de febrero | 17:10 |
| Peñaflor (VDB)   | 1 - 1 | Atlético Trinidad  | Augusto Pulenta | 7 de febrero | 17:45 |

##### Tabla de segundos
| Pos. | Equipo                             | Pts. | PJ | PG | PE | PP | GF | GC | Dif. |
| ---- | ---------------------------------- | ---- | -- | -- | -- | -- | -- | -- | ---- |
| 01.º | FADEP                              | 13   | 6  | 4  | 1  | 1  | 10 | 4  | 6    |
| 02.º | Defensores de Potrero de los Funes | 10   | 6  | 3  | 1  | 2  | 13 | 13 | 0    |
| 03.º | Defensores de Boca                 | 7    | 6  | 2  | 1  | 3  | 8  | 8  | 0    |

|  | Clasificado a la segunda ronda. |

#### Segunda ronda
| 14 de febrero, 17:10                         | San Martín (M)                                                                                     | 7:0 (2:0) | Alianza Futbolística | Estadio Libertador General San Martín, San Martín |                          |
|                                              | Jesús Vera 2' · Mauricio Temperini 33' 59' · Benjamín Salvador 63' 65' · Federico Olariaga 71' 84' |           |                      | Árbitro(s): Matías Ramos                          | Árbitro(s): Matías Ramos |
| San Martín (M) clasificó a la Tercera ronda. | |           |                      |                                                   |                          |

| 14 de febrero, 17:45                | Juventud Alianza                                                       | 1:1 (0:0) (3:5 p.)         | FADEP                                                                                | Estadio Centenario, Santa Lucía |                             |
|                                     | Marcelo Russo 78'                                                      |                            | 62' Juan Manuel Romero                                                               | Árbitro(s): Álvaro Carranza     | Árbitro(s): Álvaro Carranza |
|                                     |                                                                        | Tiros desde el punto penal |                                                                                      |                                 |                             |
|                                     | Pedro Terrero · Leandro de Muner · Gustavo Pereyra · Francisco Salinas |                            | Pablo Dellarole · Zelmar García · Nicolás Aguirre · Santiago López · Osvaldo Miranda |                                 |                             |
| FADEP clasificó a la Tercera ronda. |                                                                        |                            |                                                                                      |                                 |                             |

#### Tercera ronda
| 21 de febrero, 17:10              | San Martín (M) | 0:1 (0:0) | FADEP                  | Estadio Libertador General San Martín, San Martín |                           |
|                                   |                |           | 80' Juan Pablo Montaña | Árbitro(s): Cesar Ceballo                         | Árbitro(s): Cesar Ceballo |
| FADEP clasificó a la Etapa final. |                |           |                        |                                                   |                           |

### Región Centro

#### Primera ronda
Se conformaron dos zonas de cinco equipos. Clasificaron a la Segunda ronda los ubicados en el primer puesto de cada una.

##### Zona 1

###### Tabla de posiciones final
| Pos. | Equipo                       | Pts. | PJ | PG | PE | PP | GF | GC | Dif. |
| ---- | ---------------------------- | ---- | -- | -- | -- | -- | -- | -- | ---- |
| 01.º | San Lorenzo de Alem          | 9    | 4  | 3  | 0  | 1  | 12 | 5  | 7    |
| 02.º | Andino SC                    | 9    | 4  | 3  | 0  | 1  | 7  | 4  | 3    |
| 03.º | San Martín (El Bañado)       | 7    | 4  | 2  | 1  | 1  | 6  | 5  | 1    |
| 04.º | Vélez Sarsfield (SR)         | 4    | 4  | 1  | 1  | 2  | 7  | 10 | −3   |
| 05.º | Américo Tesorieri (La Rioja) | 0    | 4  | 0  | 0  | 4  | 5  | 13 | −8   |

|  | Clasificado a la segunda ronda. |

###### Resultados
| Américo Tesorieri (LR)     | 1 - 3 | Andino SC       | Carlos Augusto Mercado Luna | 10 de enero | 17:10 |
| Vélez Sarsfield (SR)       | 1 - 1 | San Martín (EB) | Juan Carlos Paz             | 10 de enero | 17:30 |
| Libre: San Lorenzo de Alem |       |                 |                             |             |       |

| Andino SC                     | 2 - 0 | Vélez Sarsfield (SR) | Amador Carrizo      | 17 de enero | 17:10 |
| San Martín (EB)               | 0 - 2 | San Lorenzo de Alem  | Primo A. Prevedello | 17 de enero | 18:00 |
| Libre: Américo Tesorieri (LR) |       |                      |                     |             |       |

| San Lorenzo de Alem    | 1 - 2 | Andino SC              | Bicentenario Ciudad de Catamarca | 24 de enero | 17:15 |
| Vélez Sarsfield (SR)   | 3 - 2 | Américo Tesorieri (LR) | Juan Carlos Paz                  | 24 de enero | 18:00 |
| Libre: San Martín (EB) |       |                        |                                  |             |       |

| Andino SC                   | 0 - 2 | San Martín (EB)     | Amador Carrizo              | 30 de enero | 17:10 |
| Américo Tesorieri (LR)      | 0 - 4 | San Lorenzo de Alem | Carlos Augusto Mercado Luna | 31 de enero | 17:10 |
| Libre: Vélez Sarsfield (SR) |       |                     |                             |             |       |

| San Martín (EB)     | 3 - 2 | Américo Tesorieri (LR) | Primo A. Prevedello              | 6 de febrero | 17:10 |
| San Lorenzo de Alem | 5 - 3 | Vélez Sarsfield (SR)   | Bicentenario Ciudad de Catamarca | 7 de febrero | 17:10 |
| Libre: Andino SC    |       |                        |                                  |              |       |

##### Zona 2

###### Tabla de posiciones final
| Pos. | Equipo              | Pts. | PJ | PG | PE | PP | GF | GC | Dif. |
| ---- | ------------------- | ---- | -- | -- | -- | -- | -- | -- | ---- |
| 01.º | Racing (Córdoba)    | 12   | 4  | 4  | 0  | 0  | 10 | 2  | 8    |
| 02.º | Unión (Oncativo)    | 6    | 4  | 2  | 0  | 2  | 9  | 9  | 0    |
| 03.º | Argentino Peñarol   | 6    | 4  | 2  | 0  | 2  | 7  | 8  | −1   |
| 04.º | General Paz Juniors | 3    | 4  | 1  | 0  | 3  | 5  | 7  | −2   |
| 05.º | Sportivo Tirolesa   | 3    | 4  | 1  | 0  | 3  | 5  | 10 | −5   |

|  | Clasificado a la segunda ronda. |

###### Resultados
| General Paz Juniors | 3 - 1 | Sportivo Tirolesa | Carlos "Lalo" Lacasia | 10 de enero | 17:30 |
| Racing (C)          | 3 - 0 | Argentino Peñarol | Miguel Sancho         | 10 de enero | 19:00 |
| Libre: Unión (O)    |       |                   |                       |             |       |

| Argentino Peñarol | 3 - 1 | General Paz Juniors | El Trampero       | 17 de enero | 17:10 |
| Sportivo Tirolesa | 1 - 4 | Unión (O)           | Sportivo Tirolesa | 17 de enero | 19:00 |
| Libre: Racing (C) |       |                     |                   |             |       |

| General Paz Juniors      | 0 - 1 | Racing (C)        | Carlos "Lalo" Lacasia | 24 de enero | 17:30 |
| Unión (O)                | 2 - 4 | Argentino Peñarol | De la Villa           | 24 de enero | 18:00 |
| Libre: Sportivo Tirolesa |       |                   |                       |             |       |

| Argentino Peñarol          | 0 - 2 | Sportivo Tirolesa | El Trampero   | 31 de enero | 17:10 |
| Racing (C)                 | 3 - 1 | Unión (O)         | Miguel Sancho | 31 de enero | 18:00 |
| Libre: General Paz Juniors |       |                   |               |             |       |

| Unión (O)                | 2 - 1 | General Paz Juniors | De la Villa       | 7 de febrero | 19:00 |
| Sportivo Tirolesa        | 1 - 3 | Racing (C)          | Sportivo Tirolesa | 7 de febrero | 19:00 |
| Libre: Argentino Peñarol |       |                     |                   |              |       |

#### Segunda ronda
| 14 de febrero, 19:00                   | Racing (C)                              | 2:0 (0:0) | San Lorenzo de Alem | Estadio Miguel Sancho, Córdoba |                           |
|                                        | Facundo Rivero 69' · Esteban Parodi 90' |           |                     | Árbitro(s): Bruno Amiconi      | Árbitro(s): Bruno Amiconi |
| Racing (C) clasificó a la Etapa final. |                                         |           |                     |                                |                           |

### Región Litoral Norte

#### Primera ronda
Se conformaron dos zonas de tres equipos. Clasificaron a la Segunda ronda los ubicados en el primer puesto de cada una.

##### Zona 1

###### Tabla de posiciones final
| Pos. | Equipo                   | Pts. | PJ | PG | PE | PP | GF | GC | Dif. |
| ---- | ------------------------ | ---- | -- | -- | -- | -- | -- | -- | ---- |
| 01.º | Victoria (Curuzú Cuatiá) | 8    | 4  | 2  | 2  | 0  | 7  | 4  | 3    |
| 02.º | Guaraní Antonio Franco   | 6    | 4  | 1  | 3  | 0  | 6  | 5  | 1    |
| 03.º | Atlético Posadas         | 1    | 4  | 0  | 1  | 3  | 5  | 9  | −4   |

|  | Clasificado a la segunda ronda. |

###### Resultados
| Guaraní Antonio Franco | 3 - 2 | Atlético Posadas | Clemente A. Fernández de Oliveira | 9 de enero | 17:10 |
| Libre: Victoria (CC)   |       |                  |                                   |            |       |

| Victoria (CC)           | 0 - 0 | Guaraní Antonio Franco | Victoria (CC) | 16 de enero | 18:00 |
| Libre: Atlético Posadas |       |                        |               |             |       |

| Atlético Posadas              | 1 - 2 | Victoria (CC) | Pablo Pedro Labat | 20 de enero | 17:10 |
| Libre: Guaraní Antonio Franco |       |               |                   |             |       |

| Atlético Posadas     | 1 - 1 | Guaraní Antonio Franco | Pablo Pedro Labat | 24 de enero | 17:10 |
| Libre: Victoria (CC) |       |                        |                   |             |       |

| Guaraní Antonio Franco  | 2 - 2 | Victoria (CC) | Clemente A. Fernández de Oliveira | 31 de enero | 17:10 |
| Libre: Atlético Posadas |       |               |                                   |             |       |

| Victoria (CC)                 | 3 - 1 | Atlético Posadas | Victoria (CC) | 6 de febrero | 17:10 |
| Libre: Guaraní Antonio Franco |       |                  |               |              |       |

##### Zona 2

###### Tabla de posiciones final
| Pos. | Equipo                 | Pts. | PJ | PG | PE | PP | GF | GC | Dif. |
| ---- | ---------------------- | ---- | -- | -- | -- | -- | -- | -- | ---- |
| 01.º | Deportivo Fontana      | 12   | 4  | 4  | 0  | 0  | 9  | 4  | 5    |
| 02.º | Ferroviario Corrientes | 3    | 4  | 1  | 0  | 3  | 6  | 8  | −2   |
| 03.º | Atlético Falucho       | 3    | 4  | 1  | 0  | 3  | 5  | 8  | −3   |

|  | Clasificado a la segunda ronda. |

###### Resultados
| Deportivo Fontana       | 1 - 0 | Ferroviario (C) | Deportivo Fontana | 10 de enero | 17:10 |
| Libre: Atlético Falucho |       |                 |                   |             |       |

| Atlético Falucho       | 0 - 1 | Deportivo Fontana | Atlético Falucho | 16 de enero | 17:10 |
| Libre: Ferroviario (C) |       |                   |                  |             |       |

| Ferroviario (C)          | 2 - 3 | Atlético Falucho | Juan Carlos Vallejos | 20 de enero | 17:10 |
| Libre: Deportivo Fontana |       |                  |                      |             |       |

| Ferroviario (C)         | 2 - 4 | Deportivo Fontana | Juan Carlos Vallejos | 31 de enero | 17:10 |
| Libre: Atlético Falucho |       |                   |                      |             |       |

| Deportivo Fontana      | 3 - 2 | Atlético Falucho | Deportivo Fontana | 3 de febrero | 17:10 |
| Libre: Ferroviario (C) |       |                  |                   |              |       |

| Atlético Falucho         | 0 - 2 | Ferroviario (C) | Atlético Falucho | 7 de febrero | 17:10 |
| Libre: Deportivo Fontana |       |                 |                  |              |       |

1. ↑  Suspendido por casos de covid-19 en el plantel de Ferroviario.[2]  Se jugó el 27 de enero, a las 17:15.

#### Segunda ronda
| 21 de febrero, 17:10                          | Deportivo Fontana | 0:0 (9:8 p.)               | Victoria (CC) | Estadio de Deportivo Fontana, Fontana |  |
|                                               | |                            | | Árbitro(s): Enzo Silvestre            |  |
|                                               | | Tiros desde el punto penal | |                                       |  |
|                                               | Luis Gómez · Marcelo Alderete · Rodrigo Martínez · Pablo Mercado · Gastón Viana · Facundo Fernández · Damián Cabral · Nicolás López · Gastón Montero · Adrián Arias · José Sánchez · Luis Gómez |                            | Rubén Medina · Mario Godoy · Elías González · Carlos García · Leonardo Sosa · Matías Acuña · Daniel Gómez · Jorge del Palacio · Ezequiel Ramírez · Mario Barboza · Joaquín de los Reyes · Rubén Medina |                                       |  |
| Deportivo Fontana clasificó a la Etapa final. | |                            | |                                       |  |

### Región Litoral Sur

#### Primera ronda
Se conformaron dos zonas de cuatro equipos. Clasificaron a la Segunda ronda los ubicados en el primer puesto de cada una.

##### Zona 1

###### Tabla de posiciones final
| Pos. | Equipo               | Pts. | PJ | PG | PE | PP | GF | GC | Dif. |
| ---- | -------------------- | ---- | -- | -- | -- | -- | -- | -- | ---- |
| 01.º | Ben Hur              | 13   | 6  | 4  | 1  | 1  | 11 | 6  | 5    |
| 02.º | Atlético Carcarañá   | 13   | 6  | 4  | 1  | 1  | 16 | 10 | 6    |
| 03.º | 9 de Julio (Rafaela) | 9    | 6  | 3  | 0  | 3  | 13 | 11 | 2    |
| 04.º | ADIUR                | 0    | 6  | 0  | 0  | 6  | 2  | 15 | −13  |

|  | Clasificado a la segunda ronda. |

###### Resultados
| ADIUR          | 1 - 2 | Atlético Carcaraña | Viaducto de Avellaneda | 10 de enero | 17:10 |
| 9 de Julio (R) | 2 - 0 | Ben Hur            | Germán Solterman       | 10 de enero | 18:00 |

| Atlético Carcaraña | 4 - 0 | 9 de Julio (R) | SC Cañadense     | 16 de enero | 19:00 |
| Ben Hur            | 2 - 0 | ADIUR          | Néstor Zenklusen | 16 de enero | 19:30 |

| 9 de Julio (R)     | 3 - 1 | ADIUR   | Germán Solterman | 20 de enero | 18:00 |
| Atlético Carcaraña | 3 - 3 | Ben Hur | SC Cañadense     | 20 de enero | 19:00 |

| Atlético Carcaraña | 3 - 0 | ADIUR          | SC Cañadense     | 24 de enero | 19:00 |
| Ben Hur            | 2 - 1 | 9 de Julio (R) | Néstor Zenklusen | 24 de enero | 19:30 |

| ADIUR          | 0 - 1 | Ben Hur            | Viaducto de Avellaneda | 31 de enero | 17:10 |
| 9 de Julio (R) | 3 - 4 | Atlético Carcaraña | Germán Solterman       | 31 de enero | 19:00 |

| ADIUR   | 0 - 4 | 9 de Julio (R)     | Viaducto de Avellaneda | 6 de febrero  | 18:30 |
| Ben Hur | 3 - 0 | Atlético Carcaraña | Néstor Zenklusen       | 10 de febrero | 19:30 |

1. ↑  Suspendido por casos de covid-19 en el plantel de Atlético Carcaraña. Se jugó el 17 de febrero, a partir de las 21:00.

##### Zona 2

###### Tabla de posiciones final
| Pos. | Equipo                 | Pts. | PJ | PG | PE | PP | GF | GC | Dif. |
| ---- | ---------------------- | ---- | -- | -- | -- | -- | -- | -- | ---- |
| 01.º | Atlético Paraná        | 13   | 6  | 4  | 1  | 1  | 13 | 4  | 9    |
| 02.º | Libertad (Concordia)   | 11   | 6  | 3  | 2  | 1  | 10 | 10 | 0    |
| 03.º | Sportivo Urquiza       | 7    | 6  | 2  | 1  | 3  | 7  | 9  | −2   |
| 04.º | Las Malvinas (Federal) | 3    | 6  | 1  | 0  | 5  | 2  | 9  | −7   |

|  | Clasificado a la segunda ronda. |

###### Resultados
| Sportivo Urquiza | 0 - 2 | Atlético Paraná  | Oscar "Cachimba" Vera | 10 de enero | 17:10 |
| Libertad (C)     | 2 - 1 | Las Malvinas (F) | Parque Mitre          | 10 de enero | 17:30 |

| Atlético Paraná  | 4 - 1 | Libertad (C)     | Pedro Mutio     | 16 de enero | 17:10 |
| Las Malvinas (F) | 1 - 0 | Sportivo Urquiza | Oscar "Oso" Cis | 16 de enero | 17:10 |

| Sportivo Urquiza | 2 - 2 | Libertad (C)    | Oscar "Cachimba" Vera | 20 de enero | 17:10 |
| Las Malvinas (F) | 0 - 1 | Atlético Paraná | Oscar "Oso" Cis       | 20 de enero | 17:10 |

| Atlético Paraná  | 1 - 2 | Sportivo Urquiza | Pedro Mutio     | 24 de enero | 17:10 |
| Las Malvinas (F) | 0 - 1 | Libertad (C)     | Oscar "Oso" Cis | 24 de enero | 17:10 |

| Libertad (C)     | 1 - 1 | Atlético Paraná  | Parque Mitre          | 31 de enero | 17:10 |
| Sportivo Urquiza | 1 - 0 | Las Malvinas (F) | Oscar "Cachimba" Vera | 31 de enero | 17:10 |

| Atlético Paraná | 4 - 0 | Las Malvinas (F) | Pedro Mutio  | 7 de febrero | 17:10 |
| Libertad (C)    | 3 - 2 | Sportivo Urquiza | Parque Mitre | 7 de febrero | 17:10 |

#### Segunda ronda
| 22 de febrero, 17:10                | Atlético Paraná | 0:4 (0:1) | Ben Hur                                                                  | Estadio Pedro Mutio, Paraná  |                              |
|                                     |                 |           | 32' Leonardo Ochoa · 46' Ricardo Acosta · 59' 89' Maximiliano Bustamante | Árbitro(s): Matías Balmaceda | Árbitro(s): Matías Balmaceda |
| Ben Hur clasificó a la Etapa final. |                 |           |                                                                          |                              |                              |

### Región Bonaerense Pampeana Norte

#### Primera ronda
Se conformaron dos zonas, una de tres equipos y otra de cuatro. Clasificaron a la Segunda ronda los ubicados en el primer puesto de cada una.

##### Zona 1

###### Tabla de posiciones final
| Pos. | Equipo               | Pts. | PJ | PG | PE | PP | GF | GC | Dif. |
| ---- | -------------------- | ---- | -- | -- | -- | -- | -- | -- | ---- |
| 01.º | Juventud (Pergamino) | 8    | 4  | 2  | 2  | 0  | 7  | 5  | 2    |
| 02.º | Regatas San Nicolás  | 4    | 4  | 1  | 1  | 2  | 7  | 8  | −1   |
| 03.º | Defensores de Salto  | 4    | 4  | 1  | 1  | 2  | 4  | 5  | −1   |

|  | Clasificado a la segunda ronda. |

###### Resultados
| Juventud (P)               | 0 - 0 | Defensores de Salto | Carlos Raúl Grondona | 10 de enero | 17:10 |
| Libre: Regatas San Nicolás |       |                     |                      |             |       |

| Regatas San Nicolás        | 2 - 2 | Juventud (P) | Regatas San Nicolás | 16 de enero | 17:10 |
| Libre: Defensores de Salto |       |              |                     |             |       |

| Defensores de Salto | 1 - 0 | Regatas San Nicolás | Carlos Testa | 20 de enero | 21:00 |
| Libre: Juventud (P) |       |                     |              |             |       |

| Defensores de Salto        | 1 - 2 | Juventud (P) | Carlos Testa | 24 de enero | 18:00 |
| Libre: Regatas San Nicolás |       |              |              |             |       |

| Juventud (P)               | 3 - 2 | Regatas San Nicolás | Carlos Raúl Grondona | 31 de enero | 18:00 |
| Libre: Defensores de Salto |       |                     |                      |             |       |

| Regatas San Nicolás | 3 - 2 | Defensores de Salto | Regatas San Nicolás | 7 de febrero | 17:10 |
| Libre: Juventud (P) |       |                     |                     |              |       |

##### Zona 2

###### Tabla de posiciones final
| Pos. | Equipo                    | Pts. | PJ | PG | PE | PP | GF | GC | Dif. |
| ---- | ------------------------- | ---- | -- | -- | -- | -- | -- | -- | ---- |
| 01.º | Independiente (Chivilcoy) | 16   | 6  | 5  | 1  | 0  | 15 | 4  | 11   |
| 02.º | Defensores de Glew        | 10   | 6  | 3  | 1  | 2  | 4  | 7  | −3   |
| 03.º | CF Roma                   | 6    | 6  | 1  | 3  | 2  | 8  | 7  | 1    |
| 04.º | Unidos de Olmos           | 1    | 6  | 0  | 1  | 5  | 5  | 14 | −9   |

|  | Clasificado a la segunda ronda. |

###### Resultados
| Defensores de Glew | 0 - 3 | Independiente (C) | Glorioso de Parque Roma | 10 de enero | 17:10 |
| Unidos de Olmos    | 1 - 1 | CF Roma           | Oscar Moleiro           | 10 de enero | 17:10 |

| CF Roma           | 0 - 1 | Defensores de Glew | El Coliseo            | 16 de enero | 17:10 |
| Independiente (C) | 2 - 0 | Unidos de Olmos    | Raúl Orlando Lungarzo | 16 de enero | 17:10 |

| Defensores de Glew | 1 - 0 | Unidos de Olmos   | Glorioso de Parque Roma | 20 de enero | 17:10 |  |
| CF Roma            | 1 - 2 | Independiente (C) | El Coliseo              | 20 de enero | 19:00 |  |

| CF Roma           | 5 - 2 | Unidos de Olmos    | El Coliseo            | 24 de enero | 17:10 |
| Independiente (C) | 4 - 0 | Defensores de Glew | Raúl Orlando Lungarzo | 24 de enero | 17:30 |

| Defensores de Glew | 0 - 0 | CF Roma           | Glorioso de Parque Roma | 31 de enero | 17:10 |
| Unidos de Olmos    | 2 - 3 | Independiente (C) | Oscar Moleiro           | 31 de enero | 17:10 |

| Unidos de Olmos   | 0 - 2 | Defensores de Glew | Oscar Moleiro         | 7 de febrero | 17:10 |
| Independiente (C) | 1 - 1 | CF Roma            | Raúl Orlando Lungarzo | 7 de febrero | 17:30 |

#### Segunda ronda
| 14 de febrero, 17:10                          | Independiente (C)                                                                                      | 5:0 (1:0) | Juventud (P) | Estadio Raúl Orlando Lungarzo, Chivilcoy |                         |
|                                               | Marcos Lamolla 15' · Franco Cáseres 47' · Marcos Salvaggio 52' · Mario Vallejos 80' · Juan Aguirre 90' |           |              | Árbitro(s): Lucas Gómez                  | Árbitro(s): Lucas Gómez |
| Independiente (C) clasificó a la Etapa final. | |           |              |                                          |                         |

### Región Bonaerense Pampeana Sur

#### Primera ronda
Se conformó una zona con cuatro equipos. Clasificó a la Etapa final el ubicado en el primer puesto.

##### Tabla de posiciones final
| Pos. | Equipo                 | Pts. | PJ | PG | PE | PP | GF | GC | Dif. |
| ---- | ---------------------- | ---- | -- | -- | -- | -- | -- | -- | ---- |
| 01.º | Ciudad de Bolívar      | 12   | 6  | 3  | 3  | 0  | 13 | 5  | 8    |
| 02.º | Liniers (Bahía Blanca) | 8    | 6  | 2  | 2  | 2  | 8  | 6  | 2    |
| 03.º | Racing (Olavarría)     | 8    | 6  | 2  | 2  | 2  | 8  | 8  | 0    |
| 04.º | Bella Vista            | 4    | 6  | 1  | 1  | 4  | 6  | 16 | −10  |

|  | Clasificado a la Etapa final. |

##### Resultados
| Ciudad de Bolívar | 2 - 2 | Racing (O)  | Municipal Eva Perón | 10 de enero | 17:10 |
| Liniers (BB)      | 1 - 2 | Bella Vista | Alejandro Pérez     | 10 de enero | 17:30 |

| Bella Vista | 0 - 3 | Ciudad de Bolívar | Ignacio Nicolás                 | 16 de enero | 17:30 |
| Racing (O)  | 0 - 2 | Liniers (BB)      | José Domingo Buglione Martinese | 17 de enero | 18:30 |

| Ciudad de Bolívar | 1 - 0 | Liniers (BB) | Municipal Eva Perón | 24 de enero | 17:10 |
| Bella Vista       | 2 - 4 | Racing (O)   | Ignacio Nicolás     | 24 de enero | 17:30 |

| Racing (O)  | 0 - 0 | Ciudad de Bolívar | José Domingo Buglione Martinese | 31 de enero | 17:30 |
| Bella Vista | 1 - 1 | Liniers (BB)      | Ignacio Nicolás                 | 31 de enero | 17:30 |

| Liniers (BB)      | 2 - 0 | Racing (O)  | Alejandro Pérez     | 7 de febrero | 17:30 |
| Ciudad de Bolívar | 5 - 1 | Bella Vista | Municipal Eva Perón | 7 de febrero | 18:00 |

| Liniers (BB) | 2 - 2 | Ciudad de Bolívar | Alejandro Pérez                 | 14 de febrero | 17:40 |
| Racing (O)   | 2 - 0 | Bella Vista       | José Domingo Buglione Martinese | 14 de febrero | 17:10 |

### Región Patagónica

#### Primera ronda
Se conformaron dos zonas, una de tres equipos y otra de cinco. Clasificaron a la Segunda ronda los ubicados en el primer puesto de cada una.

##### Zona 1

###### Tabla de posiciones final
| Pos. | Equipo                   | Pts. | PJ | PG | PE | PP | GF | GC | Dif. |
| ---- | ------------------------ | ---- | -- | -- | -- | -- | -- | -- | ---- |
| 01.º | Independiente (Neuquén)  | 9    | 4  | 3  | 0  | 1  | 9  | 3  | 6    |
| 02.º | La Amistad               | 9    | 4  | 3  | 0  | 1  | 8  | 2  | 6    |
| 03.º | Alianza (Cutral Có)      | 4    | 4  | 1  | 1  | 2  | 6  | 8  | −2   |
| 04.º | Cruz del Sur (Bariloche) | 4    | 4  | 1  | 1  | 2  | 4  | 7  | −3   |
| 05.º | Puerto Moreno            | 2    | 4  | 0  | 2  | 2  | 3  | 10 | −7   |

|  | Clasificado a la segunda ronda. |

###### Resultados
| Alianza (CC)      | 2 - 1 | Independiente (N) | El Coloso del Ruca Quimey    | 10 de enero | 17:10 |
| Cruz del Sur (B)  | 0 - 0 | Puerto Moreno     | Municipal José Antonio Jalil | 10 de enero | 17:10 |
| Libre: La Amistad |       |                   |                              |             |       |

| Puerto Moreno           | 1 - 1 | Alianza (CC) | Walter Montero | 17 de enero | 17:10 |
| Independiente (N)       | 1 - 0 | La Amistad   | La Chacra      | 17 de enero | 18:00 |
| Libre: Cruz del Sur (B) |       |              |                |             |       |

| La Amistad               | 4 - 1 | Puerto Moreno    | La Amistad                | 24 de enero | 17:10 |
| Alianza (CC)             | 3 - 4 | Cruz del Sur (B) | El Coloso del Ruca Quimey | 24 de enero | 17:10 |
| Libre: Independiente (N) |       |                  |                           |             |       |

| Cruz del Sur (B)    | 0 - 2 | La Amistad        | Municipal José Antonio Jalil | 7 de febrero | 17:10 |
| Puerto Moreno       | 1 - 5 | Independiente (N) | Walter Montero               | 7 de febrero | 17:10 |
| Libre: Alianza (CC) |       |                   |                              |              |       |

| Independiente (N)    | 2 - 0 | Cruz del Sur (B) | La Chacra  | 10 de febrero | 17:10 |
| La Amistad           | 2 - 0 | Alianza (CC)     | La Amistad | 10 de febrero | 17:10 |
| Libre: Puerto Moreno |       |                  |            |               |       |

##### Zona 3

###### Tabla de posiciones final
| Pos. | Equipo                             | Pts. | PJ | PG | PE | PP | GF | GC | Dif. |
| ---- | ---------------------------------- | ---- | -- | -- | -- | -- | -- | -- | ---- |
| 01.º | Jorge Newbery (Comodoro Rivadavia) | 6    | 4  | 1  | 3  | 0  | 6  | 4  | 2    |
| 02.º | Huracán (Comodoro Rivadavia)       | 5    | 4  | 1  | 2  | 1  | 6  | 6  | 0    |
| 03.º | CAI (Comodoro Rivadavia)           | 4    | 4  | 1  | 1  | 2  | 6  | 8  | −2   |

|  | Clasificado a la segunda ronda. |

###### Resultados
| Huracán (CR)    | 1 - 1 | Jorge Newbery (CR) | Municipal de Comodoro Rivadavia | 10 de enero | 17:00 |
| Libre: CAI (CR) |       |                    |                                 |             |       |

| CAI (CR)                  | 3 - 2 | Huracán (CR) | Municipal de Comodoro Rivadavia | 16 de enero | 17:10 |
| Libre: Jorge Newbery (CR) |       |              |                                 |             |       |

| Jorge Newbery (CR)  | 1 - 1 | CAI (CR) | Municipal de Comodoro Rivadavia | 20 de enero | 17:10 |
| Libre: Huracán (CR) |       |          |                                 |             |       |

| Jorge Newbery (CR) | 1 - 1 | Huracán (CR) | Municipal de Comodoro Rivadavia | 24 de enero | 17:10 |
| Libre: CAI (CR)    |       |              |                                 |             |       |

| Huracán (CR)              | 2 - 1 | CAI (CR) | Municipal de Comodoro Rivadavia | 31 de enero | 17:10 |
| Libre: Jorge Newbery (CR) |       |          |                                 |             |       |

| CAI (CR)            | 1 - 3 | Jorge Newbery (CR) | Municipal de Comodoro Rivadavia | 7 de febrero | 17:10 |
| Libre: Huracán (CR) |       |                    |                                 |              |       |

#### Segunda ronda
| 16 de febrero, 17:10                          | Independiente (N) | 1:0 (0:0) | Jorge Newbery (CR) | Estadio Gigante del Barrio Sarmiento, Centenario |                             |
|                                               | Pablo Firpo 52'   |           |                    | Árbitro(s): Fernando Marcos                      | Árbitro(s): Fernando Marcos |
| Independiente (N) clasificó a la Etapa final. |                   |           |                    |                                                  |                             |

## Etapa final
La disputaron los ocho equipos ganadores de la Etapa clasificatoria. Se enfrentaron en cuatro finales predeterminadas geográficamente, a un solo partido y en estadio neutral.
Enfrentamientos
- Ganador de la Región Patagónica con ganador de la Región Bonaerense Pampeana Sur.
- Ganador de la Región Bonaerense Pampeana Norte con ganador de la Región Cuyo.
- Ganador de la Región Centro con ganador de la Región Litoral Sur.
- Ganador de la Región Litoral Norte con ganador de la Región Norte.

Los vencedores ascendieron al Torneo Federal A.

### Equipos clasificados
| Región                    | Equipo              |
| ------------------------- | ------------------- |
| Norte                     | Gimnasia y Tiro (S) |
| Cuyo                      | FADEP               |
| Centro                    | Racing (C)          |
| Litoral Norte             | Deportivo Fontana   |
| Litoral Sur               | Ben Hur             |
| Bonaerense Pampeana Norte | Independiente (C)   |
| Bonaerense Pampeana Sur   | Ciudad de Bolívar   |
| Patagónica                | Independiente (N)   |

### Primer ascenso
| 28 de febrero, 17:10                    | Ciudad de Bolívar                              | 3:0 (0:0) | Independiente (N) | Estadio Tricolor, Carmen de Patagones |                         |
|                                         | Alfredo Troncoso 63' 90+2' · Ramiro Peters 80' |           |                   | Árbitro(s): Pablo Núñez               | Árbitro(s): Pablo Núñez |
| Ciudad de Bolívar ascendió al Federal A |                                                |           |                   |                                       |                         |

### Segundo ascenso
| 28 de febrero, 17:10                    | Independiente (C)                     | 2:0 (1:0) | FADEP | Estadio Coloso de Barrio Talleres, General Pico |                          |
|                                         | Juan Aguirre 48' · Rodrigo Bernal 55' |           |       | Árbitro(s): Nelson Bejas                        | Árbitro(s): Nelson Bejas |
| Independiente (C) ascendió al Federal A |                                       |           |       |                                                 |                          |

### Tercer ascenso
| 28 de febrero, 17:10             | Racing (C)                         | 2:1 (2:1) | Ben Hur              | Estadio Oscar C. Boero, San Francisco |                         |
|                                  | Facundo Rivero 1' · Diego Jara 19' |           | 45' Nicolás Besaccia | Árbitro(s): Joaquín Gil               | Árbitro(s): Joaquín Gil |
| Racing (C) ascendió al Federal A |                                    |           |                      |                                       |                         |

### Cuarto ascenso
| 28 de febrero, 17:10                      | Gimnasia y Tiro (S)                        | 2:0 (1:0) | Deportivo Fontana | Estadio Arturo Miranda, Santiago del Estero |                           |
|                                           | Maximiliano Villa 43' · Nelson Benítez 52' |           |                   | Árbitro(s): Bruno Amiconi                   | Árbitro(s): Bruno Amiconi |
| Gimnasia y Tiro (S) ascendió al Federal A |                                            |           |                   |                                             |                           |

## Goleadores
| Pos. | Jugador          | Goles | Equipo               |
| ---- | ---------------- | ----- | -------------------- |
| 1.º  | Matías Gonzales  | 7     | Juventud Alianza     |
| 2.º  | Marcos Salvaggio | 6     | Independiente (C)    |
| 3.º  | Enzo Rosales     | 5     | Alianza Futbolística |
| 3.º  | Carlos Méndez    | 5     | Defensores de Boca   |
| 3.º  | Braian Noriega   | 5     | 9 de Julio (R)       |

Fuente: Ascenso del Interior